# André Caplet
André Caplet (Le Havre, 23 de noviembre de 1878 - Neuilly-sur-Seine, 22 de abril de 1925) fue un compositor y director de orquesta francés, figura importante en la vida musical de principios del siglo XX. Amigo y colaborador de Debussy, y con un fuerte sentimiento religioso, compuso obras principalmente para la voz.

## Biografía
André Caplet nació en Le Havre el 23 de noviembre de 1878, el menor de siete hijos de una familia normanda de escasos recursos. Caplet nació en un barco en la travesía entre Le Havre y Honfleur. Dotado y precoz, enfrentado desde muy niño a la necesidad de trabajar, estudia música con el fin de asegurarse una fuente de ingresos. A los nueve años gana un primer premio de violín y a los 11 años se inicia como pianista repetidor en el «Folies Bergères» de Le Havre, y un año más tarde, a los 12 años, ya es violinista de la orquesta del Grand-Théâtre municipal. André Caplet llegará a ser un violinista brillante. Estudia piano, armonía y contrapunto en la escuela de música de Le Havre, con Henry Woollett.
Ingresó en el Conservatorio de París en 1896. Siguió cursos de armonía con Xavier Leroux, composición con Charles Lenepveu y acompañamiento con Paul Vidal. Fue timbalero de los «Concerts Colonne», destacando por sus dotes como director de orquesta, debutando como tal con la orquesta Colonne en 1896 en el «Théâtre de la Porte-Saint-Martin». En 1899, a los 21 años, es nombrado director musical del Théâtre de l'Odéon. Durante sus estudios, se ganó la vida tocando primero en orquestas de baile por las noches y luego dirigiendo, donde alcanzó un éxito inmediato. Tras un periodo como director asistente de la Orquesta Colonne, en 1899 asumió la dirección musical del Teatro de l'Odéon. Algunas de sus composiciones estudiantiles fueron publicadas ya en 1897. La Société des compositeurs de musique (SCM), la menos vanguardista de las organizaciones francesas que promovían la nueva música,  le otorgó a su quinteto para piano y vientos el primer premio en 1901 y lo estrenó el 28 de febrero de ese año.  Caplet pronto tuvo éxito también con la más progresista Société nationale de musique (SCM), incluyendo un concierto dedicado a su obra el 9 de marzo de 1901, y fue aclamado en la prensa musical y desde estas actuaciones hasta el final de su carrera sus obras de cámara tuvieron un campeón en el flautista Georges Barrère.

«Lo primero que hay que poner es relieve, porque eso es  esencial, que tan lejos como recuerdo, la atracción que ejerció siempre sobre mi el mar. De niño, permanecía horas vagando al borde de los grandes bajíos de Le Havre. Escuchaba el ritmo de las olas rompiendo sobre la grava y, antes de que pudiese salir solo, cuando un marino me llevaba en su barca, era feliz e imaginaba, escuchaba voces en las olas. Cambiaban de intensidad según la fuerza del viento y parecían responder a las preguntas que les hacia. No sabría explicar lo que sentía entonces pero, cuando regresaba a tierra, me sentía como en el exilio. Esperaba siempre no sé que motivo para maravillarme. Escuchaba voces en las olas.»
Caplet amaba el mar, compartiendo esta pasión, así como su afición por las voces, con otros dos grandes músicos de la época: Albert Roussel y Jean Cras.

Ganó el Prix de Rome en 1901, componiendo en un estilo convencional para complacer a los jueces, mientras que Maurice Ravel mostró su desprecio por el texto asignado.  La ciudad natal de Caplet celebró su participación con una interpretación de su Été para coro y orquesta (1899) el 3 de abril de 1901 y marcó su victoria presentando varias de sus obras en un concierto el 24 de noviembre, incluyendo L'Été , Pâques citadines para coro y orquesta, Feuillets d'album para flauta y piano (1901), y la cantata que le valió el Prix de Rome, Myrrha (1901).
Hasta finales de 1905, Caplet vivió en la Academia Francesa en Roma gracias al apoyo económico del premio, aunque se ausentó durante largos periodos para asistir a representaciones en Berlín, Dresde y Hamburgo.

## Trayectoria
Como compositor, Caplet escribió numerosas obras vocales y de cámara, varias obras para orquesta y solo unas pocas piezas para piano. Resulta especialmente interesante su uso instrumental de las voces, como en su Septuor à cordes vocales et instrumentales (1909). También fue uno de los primeros compositores en incorporar el saxofón en sus obras de cámara, como Légende (1903) e Impressions d'automne (1905). 
Caplet fue uno de los directores de la Compañía de Ópera de Boston durante cuatro temporadas, de 1910 a 1914, especializándose en repertorio francés.  Consiguió el nombramiento a través de uno de sus cofundadores, el empresario Henry Russell, cuya esposa, Nina, se hizo amiga de Caplet durante su estancia en Roma. Aceptó el puesto para consolidar su reputación como director y para introducir el repertorio francés contemporáneo en Estados Unidos; por ejemplo, El niño pródigo de Debussy, El rincón de los niños, Pelléas y Mélisande, y la música incidental de El mártir de San Sebastián. 
Primera Guerra Mundial
A finales de 1914, tras completar dos movimientos de una obra que se convertiría en Les Prières, Caplet se alistó  en el ejército francés y combatió en las trincheras de Verdún. Fue herido en mayo de 1915 y posteriormente ascendido a sargento. En 1917 completó el tercer movimiento y la obra se estrenó ese mismo año en la pequeña iglesia de Ham, Picardía, acompañada por los lejanos sonidos de la artillería. Su servicio terminó en 1919. El 4 de junio de ese año se casó con Geneviève Perruchon, hija de un general que seguía de cerca su obra como compositor. Tuvieron un hijo en 1920.
Entre 1918 y 1919, enseñó dirección, armonía y orquestación en la escuela de música fundada por Walter Damrosch a instancias del general estadounidense John J. Pershing en Chaumont para entrenar al personal militar estadounidense con la esperanza de crear bandas militares siguiendo el modelo de las que se encontraban en Francia.

## Posguerra
Caplet no regresó a la docencia ni a la dirección tras el fin de la guerra. En cambio, se dedicó a la composición, incluyendo varias obras religiosas. Su «Messe à trois voix» para coro femenino a capela se estrenó en la Sainte Chapelle el 13 de junio de 1922. Carece del tradicional «Credo» e incluye el conocido motete de comunión «O salutaris hostia».
Su obra, de estilo oratorio, Le Miroir de Jésus , compuesta en septiembre de 1923, presenta un coro de mujeres en un papel secundario. En Miroir Caplet, textos de Henri Ghéon se presentan como meditaciones sobre las quince decenas del rosario . El coro anuncia el título de cada sección, pero la solista femenina interpreta la mayor parte del texto. La música de los movimientos centrales, que toman como tema la Pasión de Cristo, es, según un comentarista, «extraordinaria tanto por su sobriedad como por su disonancia». Fue una obra de concierto religiosa de un tipo que no se volvió a encontrar hasta Trois petites liturgies (1944) de Olivier Messiaen. El crítico musical británico Felix Aprahamian escribió que las texturas musicales de esta obra «reflejan a la vez los tonos y timbres policromos del arte de Debussy y las cuartas, quintas, movimientos discantes y paralelos del ars antiqua ». Caplet se estrenó en febrero de 1924 en Lyon y en París el 1 de mayo del mismo año.

## Colaboración con Debussy

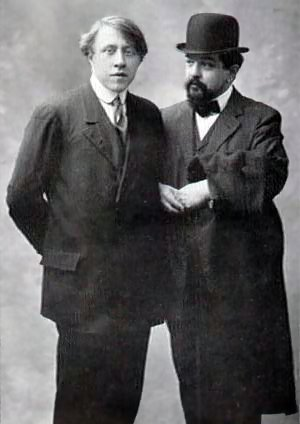
André Caplet

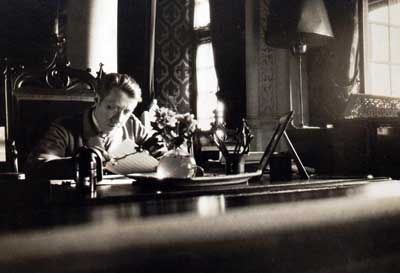
André Caplet en la mesa de su despacho.

En 1907, André Caplet conoce a Claude Debussy, del que ya conocía muy bien su música ya que había transcrito muchas de sus partituras orquestales para el piano. Se hizo amigo íntimo de Claude Debussy , a veces trabajando como traductor, y orquestó y escribió partes de El mártir de San Sebastián, de Debussy. Caplet se convierte, en su intérprete predilecto y su más cercano colaborador, orquestando alguna de sus obras (Children’s Corner, La Boîte à joujoux, dos de las Ariettes oubliées...). Dirigiéndose à Georges Jean-Aubry en 1908, Debussy le confía:

Ayer, por vez primera, escuche dos canciones de André Caplet sobre versos de G. Jean-Aubry [...] Este Caplet es un artista. Sabe encontrar la atmósfera sonora y, con una alegre sensibilidad, tiene el sentido de las proporciones; esto que es tan raro que no se cree, en nuestra época de música chapucera, o hermética como un tapón!
Claude Debussy, 1908

Rubio, de mirada lánguida y con una cabeza grande sostenida por una anchas espaldas, está dotado de una pujante personalidad y de un gran dinamismo comunicativo. A este magnetismo natural se le añade un encanto indefinible, y a él sucumbirá Isadora Duncan, que será su amante. Cae gravemente enfermo de una pleuresía en el otoño de 1909. Desde 1910 sus primeras composiciones figuran en los carteles de los conciertos parisinos. Sus intérpretes son Claire Croiza, Jane Bathori, Philippe Gaubert, Gaston Poulet, Maurice Maréchal...

## Muerte
En 1925, Caplet se resfrió y, debido al debilitamiento de sus pulmones tras ser gaseado durante el servicio militar, desarrolló una pleuresía, que resultó fatal. Falleció en Neuilly-sur-Seine (Hauts-de-Seine), un suburbio de París, el 22 de abril de 1925 a la edad de 46 años. Fue enterrado en el cementerio de Montmartre.
En 1926, el escultor Jacques Zwobada, oriundo de Neuilly, recibió el encargo de crear un monumento a Caplet. Esta fue una de sus primeras obras tras graduarse en la Escuela de Bellas Artes.
La ciudad de Le Havre cuenta con una orquesta que lleva su nombre, la «Orquesta de los Conciertos André Caplet», la más veterana de la ciudad, fundada en 1948.

## Catálogo de obras
| Año     | Obra | Tipo de obra                     |
| ------- | --- | -------------------------------- |
| 1890    | Rêverie enfantine, violín y piano. | Música instrumental              |
| 1893    | Contemplation (N. Clauzes), canto y piano. | Música vocal con piano (mélodie) |
| 1893    | La sérénade de l'écolier (P.-J. Pain), canto y piano. | Música vocal con piano (mélodie) |
| 1895    | Sous la voûte étoilée, canto y piano. | Música vocal con piano (mélodie) |
| 1895    | La visión de Jeanne d'Arc (A. Millard), cantata para S, T, coro femenino y orquesta. | Música coral                     |
| 1895    | Haïti, valse para piano. | Música para piano                |
| 1897    | Menuet dans le style ancien, para piano. | Música para piano                |
| 1897    | Ave verum, para S, coro y orquesta. | Música coral                     |
| 1897    | Rêverie & Petite valse, para flauta y piano. | Música instrumental              |
| 1897    | Petites pièces dans le style ancien [Menuet (d'après Lully), Sarabande, Toccata], arr. vn/fl/vc/mand, pf; fl, str qt; chbr orquesta.                                                                                              | Música instrumental              |
| 1898    | Balthazar (cantata, solo esbozos). | Música coral                     |
| 1898    | Pièce, para flauta, clarinete, violín, violonchelo y piano. | Música instrumental              |
| 1898-99 | Quinteto, flauta, oboe, clarinete, bajón y piano (arr. cuarteto de cuerda y piano,?1903). | Música instrumental              |
| 1899    | L'Été (V. Hugo), voces, coro y orquesta. | Música coral                     |
| 1899    | Fjeldrüst (drame lyrique, 5 actos), solo vv, male chorus, piano/orchestra [settings of pts of Acts 1, 2, 4 only as inc. Prix de Rome trial piece]                                                                                 | Música de escena                 |
| 1899    | Preludio, para piano a 4 manos. | Música para piano                |
| 1900    | Deux Pieces, para piano. | Música para piano                |
| 1900    | Callirhoé (cantata, E. Adenis), solo vv, orch, [material re-used in Myrrha] | Música coral                     |
| 1900    | Páques citadines (B. Crocé Spinelli), coro y orquesta (o piano). | Música coral                     |
| 1900    | Viens..., Une flûte invisible (V. Hugo), canto y piano (existe con flauta y piano, y con orquesta). | Música vocal con piano (mélodie) |
| 1900    | Chanson d'automne (A. Sylvestre), canto y piano. | Música vocal con piano (mélodie) |
| 1900    | Suite persane [Scharki, Nihawend, Iskia,Samaïsi], doble quinteto de viento (2 fl, 2 ob, 2 cl, 2 hn, 2 bn, 1901, orchd 1902). | Música instrumental              |
| 1900    | Adagio, b, vn, pf/org,?1900, arr. piano trio [also rev. as Invocation in Feuillets d'album, violín, órgano]. | Música instrumental              |
| 1901    | Do, re, mi, fa, sol, para dueto de piano. | Música para piano                |
| 1901    | Myrrha (F. Beissier), solo vv, orch. Cantata (Primer Gran Premio de Roma). | Música coral                     |
| 1901    | Spectacle rassurant, chorus, orquesta. | Música coral                     |
| 1901    | Feuillets d'album, flauta/violín, piano/órgano [Rêverie, Babillage, Petite valse, Invocation]. | Música para voces e instrumentos |
| 1902    | Salammbó, poema sinfónico. | Música orquestal                 |
| 1902    | Suite persane. Suite d'orchestra. | Música orquestal                 |
| 1902    | Green (Verlaine), canto y piano (u orquesta). | Música vocal con piano (mélodie) |
| 1902    | Poème du mai (A. Sylvestre), canto y piano. | Música vocal con piano (mélodie) |
| 1903    | Il était une fois (J. Richepin), canto y piano (u orquesta). | Música vocal con piano (mélodie) |
| 1903    | Dans la fontaine (P. Oravollet), canto y piano (u orquesta). | Música vocal con piano (mélodie) |
| 1903    | Papillons (P. Oravollet), canto y piano (u orquesta). | Música vocal con piano (mélodie) |
| 1903    | Lon lon la, chanson bretonne, canto y piano (u orquesta). | Música vocal con piano (mélodie) |
| 1903    | Marche solennelle, para el centenario de la Villa de Médicis (Roma, 1903). | Música orquestal                 |
| 1903    | Allégresse, para violonchelo y piano. | Música instrumental              |
| 1903    | Elégie, para violonchelo y piano (arr. como «Impression d'automne», a sax, chbr orch,?1905, also arr. vc, hp, hmn/org,?1920). | Música instrumental              |
| 1903    | Légende [según obra de E.A. Poe: Le Masque de la mort rouge (The Masque of the Red Death)] (rev. como Conte fantastique, hp, str qt, 1922–3, para arpa, saxófono y orquesta).                                                     | Música orquestal                 |
| 1906    | Tu nous souriais (R. de la Villehervé). | Música vocal con piano (mélodie) |
| 1908    | Paroles à l'absente (G. Jean-Aubry), 3 melodías para canto y piano (u orquesta) [Ce sable fin et fuyant, Angoisse, Préludes] (n.º 1 arreglada para 1 v, pf qnt, 1908).                                                            | Música vocal con piano (mélodie) |
| 1908-09 | Conte fantastique (basado en Le Masque de la mort rouge de Poe) (rev. 1923) para arpa de pedales y cuarteto de cuerda (hay versión orquestal).                                                                                    | Música instrumental              |
| 1908-09 | Etude symphonique (según Le Masque de la mort rouge), con arpa cromática principal (primer estado del Conte fantastique). | Música orquestal                 |
| 1909    | Septeto, cuarteto de cuerda y 3 voces de mujer. | Música para voces e instrumentos |
| 1910    | Quatre folksongs (inc. sketches: Mona, Non, le tailleur n'est pas un homme, Le sabotier, Le semeur). | Música vocal con piano (mélodie) |
| 1910    | Déchiffrage, para arpa [rev. de un trabajo anterior]. | Música instrumental              |
| 1914    | lnscriptions champétres (R. de Oourmont), coros a capela. | Música coral                     |
| 1914    | En regardant ces belles fleurs (Ch. d'Orléans), canto y piano. | Música vocal con piano (mélodie) |
| 1914-17 | Les prieres [Oraison dominicale, Salutation angélique, Symbole des Apotres], canto y piano (arr cuerdas, 1925). | Música vocal con piano (mélodie) |
| 1914-17 | Le Vieux Coffret (4 canciones sobre poemas de Remy de Gourmont), [Songe, Berceuse, In una selva oscura, Forêt]; nos.1, 3–4 orchd 1918), melodías, canto y piano.                                                                  | Música vocal con piano (mélodie) |
| 1915    | Nuit d'automne (H. de Régnier), canto y piano. | Música vocal con piano (mélodie) |
| 1915    | Solitude (J. Ochsé), canto y piano. | Música vocal con piano (mélodie) |
| 1916    | La Croix douloureuse (Lacordaire), canto y piano (u órgano u orquesta). | Música vocal con piano (mélodie) |
| 1916    | Prière normande (J. Hébertot), canto y piano. | Música vocal con piano (mélodie) |
| 1916    | Quand reverrai–je, hélas!... (Du Bellay), canto y piano (o arpa). | Música vocal con piano (mélodie) |
| 1916    | Douaumom, marche héroique de la Ve división, para música militar. | Música orquestal                 |
| 1918    | Détresse (H. Charasson), para canto y piano (u orquesta). | Música vocal con piano (mélodie) |
| 1918    | Légende, para saxofón alto, quinteto de cuerda, fagot clarinete y oboe. (1.er premio Roma). | Música instrumental              |
| 1918-25 | Sonata, para violín, violonchelo y piano. | Música instrumental              |
| 1919    | Pie Jesu, canto y harmonium (o piano). | Música vocal con piano (mélodie) |
| 1919    | Pater noster, canto y harmonium (o piano). | Música vocal con piano (mélodie) |
| 1919    | Trois Fables de Le Fontaine [Le Corbeau et le Renard, La Cigale et la Fourmie y Le Loup et l'Agneau], canto y piano. | Música vocal con piano (mélodie) |
| 1919    | Cinq Ballades françaises (P. Fort) [Cloche d'aube, La ronde, Notre chaumière en Yveline, Songe d'une nuit d'été, L'adieu en barque] canto y piano.                                                                                | Música vocal con piano (mélodie) |
| 1919    | Panis angelicus, canto y órgano (también existe para arpa, violín (o flauta), violonchelo y coro ad libitum). | Música para voces e instrumentos |
| 1919-20 | Messe a 3 voix, coros a capela. | Música coral                     |
| 1920    | Le Pain quotidien, 15 vocalises, también existen para distintos instrumentos y piano, véase lmprovisations, canto y piano | Música para voces e instrumentos |
| 1920    | Tu es Sacerdos, barítono, coro y órgano. | Música coral                     |
| 1920    | Hymne à la naissance du matin (P. Fort), S, chorus, orch/piano (rev. orch, 1924). | Música coral                     |
| 1920    | Le livre rose [orig. Nursery] (P.-J. Pain) [Le livre où je veux lire, Bébé premier prix d'innocence, Le maître d'école ou les pleurs de Bébé] [?rev. of cycle of 4 songs, 1898–1901, to celebrate birth of Caplet's son in 1920]. | Música vocal con piano (mélodie) |
| 1922    | La Mort des pauvres (Baudelaire), canto y piano. | Música vocal con piano (mélodie) |
| 1922    | La Cloche fêlée (Baudelaire), canto y piano. | Música vocal con piano (mélodie) |
| 1923    | Épiphanie d'aprés une legende ethiopienne. Fresco musical para violonchelo principal y orquesta. | Música orquestal                 |
| 1923-24 | Le Miroir de Jésus, mystères du Rosaire (H. Ghéon), mezzosoprano solista, coro de mujeres, cuerdas y arpa. | Música coral                     |
| 1923-26 | Improvisaciones sobre 15 melodías Le Pain quotidien, for varios dúos (chelo -o clarinete o violín o flauta- y piano). | Música instrumental              |
| 1924    | Sonata di chiesa en tres movimientos, para violín y órgano. | Música instrumental              |
| 1924    | Sonnet d'apres Ronsard («Doux fût le trait»), canto y arpa (o piano). | Música para voces e instrumentos |
| 1924    | Écoute mon coeur (R. Tagore), canto y flauta. | Música para voces e instrumentos |
| 1924    | La Part à Dieu, canción popular, canto y piano. | Música vocal con piano (mélodie) |
| 1924-25 | Deux Divertimentos, para arpa (Divertissement à la française et à l'espagnole). | Música instrumental              |
| 1925    | Ce qui me viendra de vos mains consentantes, canto y piano. | Música vocal con piano (mélodie) |
| 1925    | Loué soit mon Seigneur, barítono y piano. | Música vocal con piano (mélodie) |
| 1925    | Doncques la douleur et l'aise de l'amour, canto y flauta (inc.). | Música para voces e instrumentos |
| 1925    | Corbeille de fruits (R. Tagore, traducido por H. du Pasquier). | Música para voces e instrumentos |
| 1908    | Reducción para piano de Debussy: La Mer (piano a 6 manos). | Arreglos y orquestaciones        |
| 1908    | Reducción para piano de Debussy: lmages (piano a 4 manos). | Arreglos y orquestaciones        |
| 1911    | Orquestación de Debussy: Le Martyre de saint Sébastien. | Arreglos y orquestaciones        |
| 1911    | Orquestación de Debussy: Children's Corner. | Arreglos y orquestaciones        |
| 1919    | Orquestación de Debussy: La boite à joujoux. | Arreglos y orquestaciones        |
| 1921    | Orquestación de Debussy: Ariettes oubliées (n.º 1 y 5). | Arreglos y orquestaciones        |
| 1922    | Orquestación de Debussy: Jeux. | Arreglos y orquestaciones        |
| 1922-24 | Arreglo de Lully: Le triomphe de l'amour (edición y arreglo). | Arreglos y orquestaciones        |
| 1923    | Orquestación de Debussy: Pagodes [Estampes, n.º 1]. | Arreglos y orquestaciones        |
| 1924    | Orquestación de Debussy: Clair de lune [Suite bergamasque, n.º 3]. | Arreglos y orquestaciones        |